# أل كرو
أل كرو (بالإنجليزية: Al Crow)‏ هو لاعب كرة قدم أمريكية أمريكي، ولد في 20 أغسطس 1932 في نورفولك في الولايات المتحدة.

## وصلات خارجية
- أل كرو على موقع مرجع كرة القدم المحترفة.كوم (الإنجليزية)